# Châtillon-Saint-Jean
Châtillon-Saint-Jean è un comune francese di 1 207 abitanti situato nel dipartimento della Drôme della regione dell'Alvernia-Rodano-Alpi.

## Società

### Evoluzione demografica
Abitanti censiti